# La Seine
"La Seine" é uma canção da cantora francesa Vanessa Paradis em dueto com Matthieu Chedid, lançada em junho de 2011. Fez parte da trilha sonora do filme de animação Um monstro em Paris. O videoclipe, dirigido por Bibo Bergeron, ganhou o Victoire de la musique de videoclipe do ano em 2012.
A versão inglesa de "La Seine" também é cantada por Vanessa Paradis, em dueto com Sean Lennon.
Na França, são estimadas 75.000 vendas digitais do single.

## Desempenho
| País                             | Melhor posição |
| -------------------------------- | -------------- |
| French Singles Chart             | 9              |
| Belgium Singles Chart (Wallonia) | 3              |